# Rosario Vargas
Rosario del Carmen Vargas Sarasqueta (* 9. August 2002 in Panama-Stadt) ist eine panamaische Fußballspielerin.

## Karriere

### Klub
Von der Saprissa FF wechselte sie im Juli 2018 nach Spanien in die Jugend von Madrid CFF. Nach einer Saison wechselte sie zur B-Mannschaft des FC Valencia. In der Saison 2022/23 ging sie zur B-Mannschaft von Rayo Vallecano. Anschließend war sie ohne Klub.

### Nationalmannschaft
Für die panamaische A-Nationalmannschaft kam sie am 11. April 2021 erstmals zum Einsatz. Bei einer 0:7-Freundschaftsspielniederlage gegen Japan stand sie in der Startelf. Februar 2022 nahm sie mit der U20 an der CONCACAF-Meisterschaft 2022 teil, wo ihre Mannschaft es bis ins Viertelfinale schaffte.
Danach kam sie bei der A-Mannschaft bei zwei Partien in der CONCACAF W Championship 2022 zum Einsatz. Im nächsten Jahr spielte sie bei den WM-Qualifikation-Playoff-Spielen gegen Papua-Neuguinea und gegen Paraguay. Bei der Weltmeisterschaft 2023 stand sie nach weiteren Freundschaftsspielnominierungen mit im Kader und kam im ersten Gruppenspiel gegen Brasilien zum Einsatz.